# Квінтет Майлза Девіса
Квінтет Майлза Девіса — американський джаз-бенд з 1955 до початку 1969 року під керівництвом Майлза Девіса. Квінтет зазнав частих кадрових змін до його метаморфози в інший ансамбль у 1969 році. Більшість згадок стосуються двох різних і відносно стабільних колективів: Першого Великого Квінтету з 1955 по 1959 рік і Другого Великого Квінтету з кінця 1964 до початку 1969 року, єдиною константою якого був Девіс.

## Перший Великий Квінтет/Секстет (1955-59)
Влітку 1955 року, після виступу Девіса на джазовому фестивалі в Ньюпорті, до нього звернувся менеджер Columbia Records Джордж Авакян, який запропонував йому контракт, якщо він зможе зібрати регулярний бенд. Девіс зібрав свій перший регулярний квінтет для виконання зобов'язань у липні в клубі Café Bohemia: Сонні Роллінз на тенор-саксофоні, Ред Гарленд на піаніно, Пол Чемберс на басі та Філі Джо Джонс на барабанах. До осені Роллінз пішов, щоб розібратися зі своєю героїновою залежністю, а наприкінці року приєднався до хард-боп квінтету під керівництвом Кліффорда Брауна та Макса Роуча.
За рекомендацією барабанщика Джонса, Девіс замінив Роллінза на Джона Колтрейна, розпочавши партнерство, яке триватиме п'ять років, і остаточно сформувавши перший склад Квінтету. Розширений до секстету з Кеннонболлом Аддерлі на альт-саксофоні в 1958 році, Перший Великий Квінтет став одним з визначальних хард-боп бендів поряд з Квінтетом Брауна-Роуча і Jazz Messengers, записавши для лейблу Columbia альбоми 'Round About Midnight, Milestones і марафонські сесії для Prestige Records, в результаті чого було випущено чотири альбоми, зібрані на збірці The Legendary Prestige Quintet Sessions.
В середині 1958 року Білл Еванс замінив Гарленда на піаніно, а Джиммі Кобб — Джонса на барабанах, але Еванс пробув у бенді лише близько півроку, і був замінений Вінтоном Келлі на межі 1958—1959 років. Ця група, що підтримувала Девіса, Колтрейна та Аддерлі, з Евансом, який повернувся для запису, записала Kind of Blue, що вважається «одним з найважливіших, найвпливовіших і найпопулярніших альбомів у джазі». Аддерлі покинув бенд у вересні 1959 року, щоб зайнятися власною кар'єрою, повернувши склад до квінтету. Колтрейн пішов навесні 1960 року, і після тимчасових замін Джиммі Хіта і Сонні Стітта, Девіс, Келлі, Чемберс і Кобб продовжували грати протягом 1961 і 1962 років з Генком Моблі на тенор-саксофоні.
Дві ритм-секції з квінтету Девіса також привернули до себе увагу. Гарленд, Чемберс і Джонс записали разом альбоми Art Pepper meets The Rhythm Section і Tenor Madness Сонні Роллінза, а Келлі, Чемберс і Кобб гастролювали і записувалися як тріо під ім'ям Келлі, а також з'явилися на альбомах Coltrane Jazz і сольному дебюті Вейна Шортера, а також були бек-бендом Веса Монтгомері на альбомах Full House і Smokin' at the Half Note. Тріо Келлі-Чемберс-Кобб також підтримало Арта Пеппера на альбомі Gettin' Together, в якому брав участь трубач Конте Кандолі.

## Другий Великий Квінтет (1964-68)
Моблі, Келлі, Чемберс і Кобб покинули Девіса до кінця 1962 року, і протягом 1963 року він намагався зберегти стабільний склад. Наприкінці весни він найняв основу Другого Квінтету з Гербі Генкоком на піаніно, Роном Картером на басі та Тоні Вільямсом на барабанах. Спочатку з Джорджем Коулменом або Семом Ріверсом на тенор-саксофоні, останній учасник квінтету з'явився наприкінці 1964 року, коли до нього приєднався саксофоніст Вейн Шортер.
Стиль виконання Другого Великого Квінтету Девіс часто називав «час, без змін», включаючи елементи фрі-джазу, але не повністю підкоряючись цьому підходу. Це дозволяло п'ятьом музикантам одночасно робити внесок у групу на рівних, а не завжди слідувати усталеній схемі, коли лідер бенду, а потім решта виконують не пов'язані між собою соло. Гурт записав альбоми E.S.P., Miles Smiles, Sorcerer, Nefertiti, Miles in the Sky та Filles de Kilimanjaro, а також концертний сет, який The Penguin Guide to Jazz вважає їхнім найвидатнішим досягненням, The Complete Live at the Plugged Nickel 1965.
Коли Девіс почав більше цікавитися роком, соулом і фанком кінця 1960-х, Другий Квінтет розпався. Картер пішов під час сесій для Filles de Kilimanjaro, а Вільямс пішов на початку 1969 року, щоб заснувати власний бенд Tony Williams Lifetime, залишившись з Девісом для запису новаторського альбому In a Silent Way. Девіс продовжив свої інновації з джаз-ф'южн з альбомом Bitches Brew та своїми роботами в 1970-х роках. В результаті Другий Квінтет припинив своє існування, хоча Генкок брав участь у наступних сесіях з Майлзом і з'явився на альбомах Jack Johnson, On the Corner та Get Up with It. Музиканти In a Silent Way та Bitches Brew сформували основні джазові ф'южн-бенди 1970-х років поза межами Девіса: Шортер та Джо Завінул — Weather Report, Джон Маклафлін та Біллі Кобем — Mahavishnu Orchestra, Генкок та Бенні Мопін — Headhunters, а Чик Коріа, Айрто Морейра та Ленні Вайт — Return to Forever.
Columbia/Legacy Recordings випустили Freedom Jazz Dance: The Bootleg Series Vol. 5, збірку раніше невиданих треків, записаних Другим Великим Квінтетом між 1966 та 1968 роками.

## Персоналії
Перший Великий Квінтет (1955–58)
- Майлз Девіс — труба
- Джон Колтрейн — тенор-саксофон
- Ред Гарленд — піаніно
- Пол Чемберс — бас
- Філлі Джо Джонс — барабани

розширився до Секстету у 1958 році з Кеннонболлом Еддерлі — альт-саксофон
Другий Великий Квінтет (1964–68)
- Майлз Девіс — труба
- Вейн Шортер — тенор-саксофон
- Гербі Генкок — піаніно
- Рон Картер — бас
- Тоні Вільямс — барабани